# Diocese de Grajaú
A Diocese de Grajaú (Dioecesis Graiahuensis), é uma circunscrição eclesiástica da Igreja Católica Apostólica Romana, no Brasil, criada no dia 9 de outubro de 1984.

## História
A Prelazia de Grajaú foi criada em 10 de fevereiro de 1922 através da bula Rationi Congruit, do Papa Pio XI, desmembrada da Arquidiocese de São Luís do Maranhão, sendo confiada pela Santa Sé aos cuidados dos Frades Menores Capuchinhos. A sede da diocese, ou seja, sua catedral, era antigamente localizada onde hoje em dia fica o monumento em honra a Frei Alberto, mas na década de 40, foi edificado um majestoso templo juntamente com a cúria, obra do frade italiano Frei Francisco de Chiaravalle, no período de episcopado de D. Júlio Roberto Colombo. Uma obra colossal, digna de uma cidade também colossal.
A 4 de agosto de 1981, através da bula Castellum Tratoports do Papa João Paulo II, foi elevada à diocese. A 9 de outubro de 1984, por decreto da Congregação para os bispos, passou a ser chamada de Diocese de Grajaú.

## Bispos
|                 | Nome                                         | Período   | Notas                              |
| Bispos          | Bispos                                       | Bispos    | Bispos                             |
| --------------- | -------------------------------------------- | --------- | ---------------------------------- |
| 9.º             | Giuseppe Luigi Spiga                         | 2025-     | Atual                              |
| 8.º             | Rubival Cabral Britto, O.F.M.Cap.            | 2017–2024 | nomeado Bispo de Bom Jesus da Lapa |
| 7.º             | Franco Cuter, O.F.M.Cap.                     | 1998–2016 |                                    |
| 6.º             | Serafino Faustino Spreafico, O.F.M.Cap.      | 1987–1995 |                                    |
| 5.º             | Tarcísio Sebastião Batista Lopes, O.F.M.Cap. | 1984–1986 | nomeado Bispo de Ipameri           |
| 4.º             | Valenti Giacomo Lazzeri, O.F.M.Cap.          | 1971–1983 |                                    |
| 3.º             | Adolfo Luís Bossi, O.F.M.Cap.                | 1966–1970 |                                    |
| 2.º             | Emiliano José Lonati, O.F.M.Cap.             | 1930–1966 |                                    |
| 1.º             | Roberto Julio Colombo, O.F.M.Cap.            | 1924–1927 |                                    |
| Bispo-coadjutor |                                              |           |                                    |
|                 | Adolfo Luís Bossi, O.F.M.Cap.                | 1958–1966 |                                    |